# デイヴィッド・ライマー
デイヴィッド・ライマー（David Reimer、1965年8月22日 - 2004年5月5日）は男性として生まれたが割礼手術の失敗により陰茎の大部分を失い、ジョン・マネーによる手術を受けて少女ブレンダ（Brenda）として育てられたカナダ人である。
学会では、ライマーの手術とその後の適応は大成功と報告され、性差が文化的なものによって構成されるという理論の証明例として大きく取り上げられ、女性学では特に大きく扱われた。しかし実際には女性として育てる試みは失敗しており、14歳でライマーは男性に戻っており、1980年代にはこの事実が学会に知られている。ライマーは、自分自身のように陰茎をなんらかの理由で損傷した幼児に、同意のない手術を施して女性として育てる治療を止めさせるために、自分の生い立ちを公表したと述べている。
現在の医学界では、本人の成長による性同一性の確認をしないまま本人の同意を得ずに、性に関する手術を医師が勝手に行ってはならないという鉄則を示すための悲劇的な例のひとつとして引用される。

## 生涯

### 誕生
デイヴィッド・ライマーは、1965年8月22日にカナダのマニトバ州ウィニペグで、父ロン・ライマーと母ジャネット・ライマーの一卵性双生児の兄として生まれた。彼（デイヴィッド）はブルース、弟はブライアンと名づけられた。生まれて6ヶ月経った時、ブルースとブライアンは小便する時に痛みを訴えるようになり、病院で彼らは包茎と診断された。彼らは、8ヶ月の時に、割礼のためにセント・ボニフェイス病院に紹介された。1966年4月27日、外科医ジャン＝マリー・ヒュートと麻酔専門医マックス・チャムが担当する手術は、普通のメスではなく電気焼灼器によって行われたが、電気焼灼器は手足と生殖器に対して用いられる手術器具ではなかった。電気焼灼器を使用した医療ミスにより、ブルースの陰茎の大部分は焼かれてしまった。この事故より、この後に行われる予定だったブライアンの割礼は中止された。ブライアンはそれ以上の治療なしで包茎症状は回復しており、ブルースの割礼手術は不必要な手術だった可能性も高い。

### ブレンダとしての人生
ブルース（デイヴィッド・ライマー）の両親は陰茎を失ったブルースのこれからの人生や性機能について悩んでいた当時医者たちがブルースを救うかもしれない人物としてジョン・マネーのことを時々口にしていたため、ボルチモアにあるジョンズ・ホプキンズ病院のマネーを訪れる。マネーは半陰陽者の研究に基づいた性進歩とジェンダーアイデンティティの分野の開拓者とみなされている性科学者であり、その分野での権威だった。マネーはカナダのテレビにも登場し、手術を施されて男性から女性になった人の症例や、性同一性についての自説を語っていた。
マネーたちは、ブルースの両親に「ブルースを女性として育てることがブルースの将来のためになる」と説得し、ブルースは1歳10ヶ月の時に陰茎や睾丸を去勢された、女性としての名前ブレンダを与えられた。その後数年間、マネーたちによってブレンダは「自己を女性と認識する」ようにさせる心理的な治療を受けることになった。マネーはブレンダの親に対しても、家庭内のブレンダとブルースに対する教育方針などを指導していた。
その当時、マネーは「性別を自己認識する要因は先天性（遺伝子）ではなく、後天性（環境）である」という説の強力な支持者でブレンダは格好の実験材料だった。ブレンダとブライアンはDNAも全く同じ双子で、同じ時期に母親の胎内で同じ成分のホルモンを与えられた。そのため、マネーの説によれば、3歳までの性別の自己認識ができていない時期であれば、一方は男（ブライアン）、一方は女（ブレンダ）として育て上げることができるとした。これはマネーの人体実験にとって最高の比較材料ともいえる。もしも、ブレンダが自分のことを女性として人生を送るようになれば、「性別を自己認識する要因は後天性（環境）」というマネーの説が正しいと証明されることになる。
また、マネーは診療を受けに来る子供・親たちに対して、子供に性的自己認識を起こさせるために早期の擬似性体験を奨励していた。性に関する言葉や裸体の男女の写真などを子供たちに示し、自らも実践を行なっていた。
しかし、マネーの診察にもかかわらず、ブレンダは自分のことを「女の子」だとは一度も思わなかった。ブレンダは男の子が好むような遊びをし、人形ではなく車や飛行機などの玩具に興味を持っていた。小学校に入ると、仲間により「変な女の子」としていじめられていた。フリルがついたドレスや女性ホルモン治療なども、自分自身を女性だとは感じさせなかった。そして、スカートを穿いたり、髪を長く伸ばしたり、女の子のように歩いたりすることも大嫌いだった。しかし、マネーはブレンダの母親から受けていた事実の報告を公表せず、「ブレンダは女の子として順調に育っている」と発表するのみだった。
家族の生活は苦難に満ちていた。母親はマネーの指導に従い努力していたが、ことは好転しない。家族は一度は町を出る決心をして引っ越した。しかし、転居しても精神的に追い詰められていくばかりで、母親は自殺未遂し、両親は離婚する寸前まで至り一家はまたウィニペグへ戻った。
マネーは成長期にあったブレンダとその家族に、膣を造成する手術を受け、女性としての外観を完成させるように迫っていた。しかしブレンダ自身が、ジョンズ・ホプキンス病院を訪れることやマネーに会うことに対して猛烈に抵抗し、自殺をほのめかすほどであったため、家族は通院をやめ、地元でカウンセリングを受けた。
1978年、BBCが、マネーが世界に発表している双子に関するドキュメンタリーの製作を始め1980年3月19日、英国で "The First Question (Is it a boy or girl?)" が放送され顔・身分等を伏せてライマー夫婦も出演した。性科学者ミルトン・ダイアモンドがコメンテーターとして選ばれるが、内容はダイアモンドとマネーの立場・バランス・問題の複雑さを配慮したものとなり、ブレンダ以外のケース、後にジョン・コラピントにインタビューを受け、その著書の中に登場する成功とされる例も1件紹介された。放送後の世間の反応は、米国も含め予想外に静かなものであった。

### デイヴィッドとしての人生
14歳になったブレンダは父親から出生時は男であったことや手術の失敗により陰茎を失ったことなど真実を聞かされた。その話を聞いた後、ブレンダはすぐに男性に戻ることを決心した。男性に戻った後、新しい名前としてデイヴィッド（David）と名乗るようになった。
1990年9月、デイヴィッドはジェーン・アン・フォンテーンと結婚し、ジェーンの子供の継父となった。
1993年、以前からマネーの研究結果に疑問を抱いていたダイアモンドはデイヴィッドに会った。デイヴィッドはダイアモンドが信頼できる人だと理解し「医者が、陰茎に損傷のある幼児にデイヴィッドと似た処置（女性化させる）を施すのを止めさせる」という気持ちから自分の人生を彼に話した。話すようになった。同時に自分がその世界では「成功例」として有名であることも知らされた。1994年冬、ダイアモンドとキース・シグムンドソンは、デイヴィッドの体験話を基にして論文を執筆したがその論文は論争を引き起こすという理由でなかなか受理されなかった。1997年3月、論文は米国医師会発行の医学雑誌 "Archives of Pediatric and Adolescent Medicine" に掲載された。ダイアモンドとシグムンドソンは多くの取材を申し込まれ、デイヴィッドの名を報道関係者に明かした。デイヴィッドはその中から雑誌『ローリング・ストーン』を選び、コラピントは1997年6月に研究者たちからデイヴィッドを紹介された。そして、インタビュー記事を1997年12月に『ローリング・ストーン』で発表した（The true story of John/Joan）。2000年にコラピントは、それをもとに単行本 "As Nature Made Him"（日本語訳書『ブレンダと呼ばれた少年』）でデイヴィッド・ライマーの本名をはじめてあかすなどさらに詳細な人生を公表した。

### 自殺による死
コラピントは、本の収益をデイヴィッドと二人で分け合う形にしており、そのことはデイヴィッドにとって経済的に豊かな安定をもたらす結果には繋がったが全ての問題から解放されたわけでなかった。
両親との関係について、デイヴィッドは生涯を通じて悩み苦しみ続けていたがこのあまりに大きな困難に加え2002年には双子の弟ブライアンが抗うつ薬の大量摂取により死亡するという出来事と向き合わなくてはならず、さらには自身の失業と妻ジェーンとの結婚生活の破綻という問題も生じた。2004年5月2日、ジェーンがデイヴィッドに対して一時的に距離を置きたいという希望を伝えたところ、デイヴィッドはそのまま家を飛び出して戻らなかった。2日後、ジェーンは警察からデイヴィッドの所在を掴んだという電話連絡を受けたがこの時デイヴィッド自身は自分の所在をジェーンに知らせることを望んでいなかった。最初の連絡から2時間後、再び警察からジェーンにかけられた電話はデイヴィッドが自殺したことを告げるものとなった。自殺の直前、デイヴィッドはショットガンを取りに自宅に戻っていたがジェーンはその時ちょうど家にいなかった。5月5日朝、デイヴィッドは食品雑貨店の近くの駐車場に自分の車を止め、その場で自分の頭を撃ち自殺した。
デイヴィッド自殺の背景の情報源はわからないがデイヴィッドは「人生最初の14年間は借り物であった」と子供のころの悪夢といつも向かい合っていた。下記外部リンク欄のコラピントの記事では自殺背景について家族の状況や金銭問題とコメントを載せている。

## デイヴィッド・ライマーの症例の社会的な影響
デイヴィッド・ライマーの症例とそれについてのジョン・マネーの報告は医学に影響を与えた。マネーによる報告で、人間の「性別を自己認識（ジェンダーアイデンティティ）する要因は先天性（遺伝子）か後天性（環境）どちらか」という論争における、後天的要因の支持論が主流になった。しかし、1990年代になってミルトン・ダイアモンドが発表した論文によって、ブレンダのその後が明らかにされ、マネーの研究結果はフェミニストからも「論拠に使わない」とされるようになった。